# Heliocauta
Heliocauta là một chi thực vật có hoa trong họ Cúc (Asteraceae).

## Loài
Chi Heliocauta gồm các loài: